# Liste des monuments historiques nationaux de la province de Buenos Aires
Cet article recense les monuments historiques de la province de Buenos Aires, en Argentine.

## Liste
| Monument | Commune                        | Adresse | Coordonnées                        | Loi              | Notice | Catégorie                               | Date | Illustration |
| --- | ------------------------------ | --- | ---------------------------------- | ---------------- | ------ | --------------------------------------- | ---- | --- |
| Ombú en el Campo de Caseros | Morón                          | 0000-00-00 | à géolocaliser                     | Décret no 0      | 1      | Arbre historique                        |      | Image manquante Téléverser |
| Algarrobo en las Barrancas de San Isidro | San Isidro                     | Barrancas de San Isidro | à géolocaliser                     | Décret no 2232   | 2      | Arbre historique                        |      | Algarrobo en las Barrancas de San Isidro |
| Ombú en el Musée "José Hernandez", sito en la Chacra Pueyrredón | San Martín                     | Chacra Pueyrredón | à géolocaliser                     | Décret no 6502   | 3      | Arbre historique                        |      | Image manquante Téléverser |
| Statue de Carlos Pellegrini | Chivilcoy                      | Plaza 25 de Mayo | à géolocaliser                     | Décret no 332    | 4      | Bien d'intérêt artistique               |      | Image manquante Téléverser |
| Théâtre Roma | Avellaneda                     | Sarmiento 109 | à géolocaliser                     | Loi no 24875     | 5      | Bien d'intérêt historique               |      | Image manquante Téléverser |
| Pueblo de Capilla del Señor | Capilla del Señor              | A 85 km de la Ciudad Autónoma de Bs. As. | à géolocaliser                     | Décret no 1648   | 6      | Bien d'intérêt historique               |      | Image manquante Téléverser |
| Archivos conservados en el Musée Histórico Regional "Emma Nozzi" del Banco de la Provincia de Buenos Aires | Carmen de Patagones            | José Juan Biedma 62/64 | à géolocaliser                     | Décret no 401    | 7      | Bien d'intérêt historique               |      | Image manquante Téléverser |
| Traza urbana de Carmén de Patagones (en su calidad de poblado histórico) | Carmen de Patagones            | | à géolocaliser                     | Décret no 401    | 8      | Bien d'intérêt historique               |      | Image manquante Téléverser |
| Trofeos de la heróica acción del 7 de Marzo de 1827 (Église Parroquial Nuestra Señora del Carmen) | Carmen de Patagones            | Comodoro Rivadavia 175 | à géolocaliser                     | Décret no 401    | 9      | Bien d'intérêt historique               |      | Image manquante Téléverser |
| Cuarteles de Ciudadela (actual Musée Histórico Ejército Argentino) | Ciudadela                      | Comesaña, Reconquista, Pellegrini y Campo de ejercicios del RC nº8 | à géolocaliser                     | Décret no 974    | 10     | Bien d'intérêt historique               |      | Image manquante Téléverser |
| Antiguo Gasómetro | General San Martín             | Av. Constituyentes y Gral. Paz | à géolocaliser                     | Décret no 1536   | 11     | Bien d'intérêt historique               |      | Antiguo Gasómetro |
| Église Santa Ana | Glew                           | Aristóbulo del Valle y Moreno | à géolocaliser                     | Loi no 24413     | 12     | Bien d'intérêt historique               |      | Image manquante Téléverser |
| Casco urbano fundacional de la Ciudad de La Plata | La Plata                       | | à géolocaliser                     | Décret no 1308   | 13     | Bien d'intérêt historique               |      | Image manquante Téléverser |
| Coche Dinamométrico 0 - 153, propiedad del Estado Nacional y cedido en custodia al Ferroclub Argentino | Lanús                          | Talleres Remedios de Escalada del Ferrocarril General Roca | à géolocaliser                     | Décret no 1576   | 14     | Bien d'intérêt historique               |      | Image manquante Téléverser |
| Coche Oficial 0 - 261, propiedad del Estado Nacional y cedido en custodia al Ferroclub Argentino | Lanús                          | Talleres Remedios de Escalada del Ferrocarril General Roca | à géolocaliser                     | Décret no 1576   | 15     | Bien d'intérêt historique               |      | Image manquante Téléverser |
| Coche Reservado Familiar Clase R - 5, identificado como RF - 6505, propiedad del Estado Nacional y cedido en custodia al Ferroclub Argentino | Lanús                          | Talleres Remedios de Escalada del Ferrocarril General Roca | à géolocaliser                     | Décret no 1576   | 16     | Bien d'intérêt historique               |      | Image manquante Téléverser |
| Coche Restaurante Clase K - 5, identificado como R - 6717, propiedad el Estado Argentino y cedido en custodia al Ferroclub Argentino. | Lanús                          | Talleres Remedios de Escalada del Ferrocarril General Roca | à géolocaliser                     | Décret no 1576   | 17     | Bien d'intérêt historique               |      | Image manquante Téléverser |
| Edificio de la nave principal, también denominado "Sección 43", emplazado en el predio de los Talleres Remedios de Escalada del Ferrocarril Gral. Roca | Lanús                          | Talleres Remedios de Escalada del Ferrocarril General Roca | à géolocaliser                     | Décret no 1576   | 18     | Bien d'intérêt historique               |      | Image manquante Téléverser |
| Locomotora a Vapor Clase 11 B, identificada con el número 4116, propiedad del Estado Nacional y cedida en custodia al Ferroclub Argentino. | Lanús                          | Talleres Remedios de Escalada del Ferrocarril General Roca | à géolocaliser                     | Décret no 1576   | 19     | Bien d'intérêt historique               |      | Image manquante Téléverser |
| Locomotora Diesel Baldwin número 5037, propiedad del Estado Nacional y cedida en custodia al Ferroclub Argentino. | Lanús                          | Talleres Remedios de Escalada del Ferrocarril General Roca | à géolocaliser                     | Décret no 1576   | 20     | Bien d'intérêt historique               |      | Image manquante Téléverser |
| Sector del trazado urbano comprendido entre las calles Azara, Portela, Rivera, Manuel Castro, Portela, Av. H. Yrigoyen, Boedo y Manuel Castro. | Lomas de Zamora                | Calles Azara, Portela, Rivera, Manuel Castro, Portela, Av. H. Yrigoyen, Boedo y Manuel Castro. | à géolocaliser                     | Décret no 216    | 21     | Bien d'intérêt historique               |      | Sector del trazado urbano comprendido entre las calles Azara, Portela, Rivera, Manuel Castro, Portela, Av. H. Yrigoyen, Boedo y Manuel Castro. |
| Molino de viento y tahona emplazados en el área II del Complejo Muséegráfico "Enrique Udaondo" | Luján                          | Manzana delimitada por las calles Lavalle, Lezica de Torrezuri, 25 de Mayo y Av. Ntra. Sra. de Luján | à géolocaliser                     | Décret no 513    | 22     | Bien d'intérêt historique               |      | Image manquante Téléverser |
| Zona de preservación de la localidad de Carlos Keen (en su calidad de poblado histórico) | Luján - Carlos Keen            | Perímetro delimitado hacia el NORDESTE por la línea quebrada formada por las calles Nº 16 desde la Nº 21 hasta la calle Nº 7; desde allí por la calle Nº 7 hasta la calle Nº 20; y desde allí por calle Nº 20 hasta la calle Nº3; hacia el SUDESTE por la calle | à géolocaliser                     | Décret no 513    | 23     | Bien d'intérêt historique               |      | Image manquante Téléverser |
| Musée del Cine Lumiton | Munro                          | Sargento Cabral 2354 | à géolocaliser                     | Loi no 26634     | 24     | Bien d'intérêt historique               |      | Image manquante Téléverser |
| Sector del casco urbano de San Antonio de Areco y Estación del Ferrocarril Nuevo Central Argentino | San Antonio de Areco           | Área indicada en el Décret | à géolocaliser                     | Décret no 1305   | 25     | Bien d'intérêt historique               |      | Image manquante Téléverser |
| Quinta Los Naranjos | San Isidro                     | | à géolocaliser                     | Décret no 1284   | 26     | Bien d'intérêt historique               |      | Image manquante Téléverser |
| Zárate Brazo Largo, Complejo Ferrovial "Unión Nacional", integrado por los puentes "Bartolomé Mitre" y "Justo José de Urquiza" | Zárate                         | | à géolocaliser                     | Décret no 653    | 27     | Bien d'intérêt historique               |      | Zárate Brazo Largo, Complejo Ferrovial "Unión Nacional", integrado por los puentes "Bartolomé Mitre" y "Justo José de Urquiza"                 |
| Murales de Berni ubicados en las paredes laterales de acceso público y en dos hornacinas de la pared del pullman del ex cine San Martín, actual Bingo 21 | Avellaneda                     | Avenida Mitre 219 al 237 | à géolocaliser                     | Décret no 142    | 28     | Bien d'intérêt historique et artistique |      | Image manquante Téléverser |
| Monumento ecuestre al Gral. San Martín | Lomas de Zamora                | Plaza "Victorio Grigera" | à géolocaliser                     | Décret no 1020   | 29     | Bien d'intérêt historique et artistique |      | Monumento ecuestre al Gral. San Martín |
| Columna en homenaje al Gral. Manuel Belgrano emplazada en el Complejo Muséegráfico "Enrique Udaondo" | Luján                          | | à géolocaliser                     | Décret no 513    | 30     | Bien d'intérêt historique et artistique |      | Image manquante Téléverser |
| Mural "Ejercicio Plástico" de David A. Siqueiros |                                | | à géolocaliser                     | Décret no 1045   | 31     | Bien d'intérêt historique et artistique |      | Image manquante Téléverser |
| Hotel Provincial y Casino, la Rambla, las Recovas, la Plaza seca y la Plaza Colón | Mar del Plata                  | Circ I, Secc B, Fracc I, II y III, Mzna 88; Secc C, Fracc I, II, III y IV, Mznas 224 y 225 | à géolocaliser                     | Décret no 349    | 32     | Conjunto Urbano Arquitectónico          |      | Hotel Provincial y Casino, la Rambla, las Recovas, la Plaza seca y la Plaza Colón                                                              |
| Cimetière de la Verde | 25 de Mayo                     | | à géolocaliser                     | Décret no 325    | 33     | Lieu historique                         |      | Image manquante Téléverser |
| Fortaleza Protectora Argentina | Bahía Blanca                   | | à géolocaliser                     | Décret no 1035   | 34     | Lieu historique                         |      | Image manquante Téléverser |
| Plaza Rivadavia | Bahía Blanca                   | Entre las calles Zelarrayán - San Martín, Alsina, Estomba - Chiclana y Sarmiento | à géolocaliser                     | Décret no 1020   | 35     | Lieu historique                         |      | Plaza Rivadavia |
| Calle Nueva York | Berisso                        | | à géolocaliser                     | Décret no 735    | 36     | Lieu historique                         |      | Image manquante Téléverser |
| Combate de San Carlos | Bolívar                        | | à géolocaliser                     | Décret no 2478   | 37     | Lieu historique                         |      | Image manquante Téléverser |
| Fuerte Gral. Paz o Comandancia | Carlos Maisonres               | | à géolocaliser                     | Décret no 1237   | 38     | Lieu historique                         |      | Image manquante Téléverser |
| Antiguo Fuerte de Nuestra Señora del Carmen y su Plaza de Armas | Carmen de Patagones            | Entre las calles 7 de Marzo, Bynn, Dr. Baraja y Olivera | à géolocaliser                     | Décret no 401    | 39     | Lieu historique                         |      | Image manquante Téléverser |
| Maison Natal del Comandante Luis Piedrabuena | Carmen de Patagones            | Calle Roca y la ribera del Río Negro | à géolocaliser                     | Décret no 401    | 40     | Lieu historique                         |      | Image manquante Téléverser |
| Maison particular de Ambrosio Mitre y familia | Carmen de Patagones            | Harostegui S/N, entre Villegas y Zambonini | à géolocaliser                     | Décret no 401    | 41     | Lieu historique                         |      | Image manquante Téléverser |
| Cerro de la Caballada | Carmen de Patagones            | | à géolocaliser                     | Décret no 12641  | 42     | Lieu historique                         |      | Image manquante Téléverser |
| Vivienda familiar del Comodoro Martín Rivadavia - Actual sucursal Patagones del Banco de la Provincia de Buenos Aires | Carmen de Patagones            | Comodoro Rivadavia y Alsina | à géolocaliser                     | Décret no 401    | 43     | Lieu historique                         |      | Image manquante Téléverser |
| Chapelle de los Negros | Chascomús                      | | à géolocaliser                     | Décret no 5674   | 44     | Lieu historique                         |      | Chapelle de los Negros |
| Plaza 25 de Mayo | Chivilcoy                      | Entre las calles 25 de Mayo, San Martín, Moreno e H. Yrigoyen | à géolocaliser                     | Décret no 332    | 45     | Lieu historique                         |      | Image manquante Téléverser |
| Terrain et maison où résida D.F.Sarmiento (Río Paraná) | Delta del Paraná               | Isla del Delta | à géolocaliser                     | Décret no 4370   | 46     | Lieu historique                         |      | Terrain et maison où résida D.F.Sarmiento (Río Paraná)                                                                                         |
| Comandancia de la Frontera Oeste | Guaminí                        | | à géolocaliser                     | Décret no 1983   | 47     | Lieu historique                         |      | Image manquante Téléverser |
| Île Martín García | Île Martín García              | | à géolocaliser                     | Décret no 4718   | 48     | Lieu historique                         |      | Image manquante Téléverser |
| Ciudad Evita | La Matanza                     | límites: NE, av Uruguay y las localidades de Tablada y aldo Bonzi; SE el río Matanza y partido de E Echeverría; SO, av Cristiania y localidad de Isidro Maisonnova; NO, av Crovara y Localidad San Justo                                                        | à géolocaliser                     | Décret no 1110   | 49     | Lieu historique                         |      | Image manquante Téléverser |
| Plaza "1810" | Lobos                          | Entre les rues Buenos Aires, Salgado, Belgrano et 25 de Mayo | à géolocaliser                     | Décret no 1020   | 50     | Lieu historique                         |      | Image manquante Téléverser |
| École d'agronomie et vétérinaire à Santa Catalina | Lomas de Zamora                | Paraje Santa Catalina | à géolocaliser                     | Décret no 877    | 51     | Lieu historique                         |      | Image manquante Téléverser |
| Plaza Victorio Grigera | Lomas de Zamora                | Entre l'av. Hipólito Yrigoyen et les rues Sáenz, Manuel Castro et Portela | à géolocaliser                     | Décret no 1020   | 52     | Lieu historique                         |      | Plaza Victorio Grigera |
| ''Paraje'' où débuta la vénération de la vierge de Luján | Luján                          | Estancia de Rosendo, à 4 km au nord-ouest de la gare de Villa Rosa et à 3 km à l'est du río Luján | à géolocaliser                     | Décret no 325    | 53     | Lieu historique                         |      | Paraje où débuta la vénération de la vierge de Luján                                                                                           |
| Emplacement de la maison qu'habitèrent Carlos, Juán et Florentino Ameghino - Musée municipal Ameghino de Ciencias Naturales | Luján                          | Las Heras 466 | à géolocaliser                     | Décret no 1118   | 54     | Lieu historique                         |      | Image manquante Téléverser |
| Pont de Marquez (sur la rivière Las Conchas) | Moreno                         | | à géolocaliser                     | Décret no 9292   | 55     | Lieu historique                         |      | Image manquante Téléverser |
| Campo de Caseros | Morón                          | | à géolocaliser                     | Décret no 120411 | 56     | Lieu historique                         |      | Image manquante Téléverser |
| Site où fut exécuté le colonel Manuel Críspulo Dorrego | Navarro                        | Abords du domaine El Talar | à géolocaliser                     | Décret no 709    | 57     | Lieu historique                         |      | Image manquante Téléverser |
| Plaza del Pilar | Pilar                          | | à géolocaliser                     | Décret no 120411 | 58     | Lieu historique                         |      | Image manquante Téléverser |
| Cimetière Militar | Puan                           | Dans l'îlot délimité par les rues Dr. Victoriano de Orturzar, Belgrano, sin nombre et Proyectado, au n° 96 | à géolocaliser                     | Décret no 6930   | 59     | Lieu historique                         |      | Image manquante Téléverser |
| Église paroissiale d'Immaculée Conception | Quilmes                        | Emplacement de l'actuelle église paroissiale | à géolocaliser                     | Décret no 2884   | 60     | Lieu historique                         |      | Image manquante Téléverser |
| Playa de Quilmes | Quilmes                        | | à géolocaliser                     | Décret no 120411 | 61     | Lieu historique                         |      | Image manquante Téléverser |
| Maison où vécut le lieutenant-général Juan Domingo Perón | Roque Pérez                    | B. Mitre e/Azcazubi et Pbtro. Massobrio | à géolocaliser                     | Loi no 25004     | 62     | Lieu historique                         |      | Image manquante Téléverser |
| Combate de Pigüe | Saavedra                       | | à géolocaliser                     | Décret no 30825  | 63     | Lieu historique                         |      | Image manquante Téléverser |
| Primera Conscripción Argentina, en Cura Malal | Saavedra                       | | à géolocaliser                     | Décret no 4314   | 64     | Lieu historique                         |      | Image manquante Téléverser |
| Fortín de la Guardia del Salto | Salto                          | | à géolocaliser                     | Décret no 960    | 65     | Lieu historique                         |      | Image manquante Téléverser |
| Maison de Rosas | San Andrés                     | Calle 72 Diego Pombo 3324 | à géolocaliser                     | Loi no 24965     | 66     | Lieu historique                         |      | Image manquante Téléverser |
| Plaza Mitre | San Fernando                   | | à géolocaliser                     | Décret no 1840   | 67     | Lieu historique                         |      | Image manquante Téléverser |
| Quinta "El Ombú" | San Fernando                   | Avenida del Libertador et Calle General Pinto | à géolocaliser                     | Décret no 2284   | 68     | Lieu historique                         |      | Image manquante Téléverser |
| Cathédrale San Isidro Labrador à San Isidro | San Isidro                     | Av. Del Libertador Gral. San Martín, angle 9 de Julio | 34° 28′ 02″ sud, 58° 30′ 33″ ouest | Décret no 9226   | 69     | Lieu historique                         |      | Cathédrale San Isidro Labrador à San Isidro |
| Paseo "Tres Ombúes" | San Isidro                     | | à géolocaliser                     | Décret no 9226   | 70     | Lieu historique                         |      | Paseo "Tres Ombúes" |
| Plaza "Mitre" | San Isidro                     | | à géolocaliser                     | Décret no 9226   | 71     | Lieu historique                         |      | Plaza "Mitre" |
| Sitio partida Expedición de los 33 Orientales | San Isidro                     | | à géolocaliser                     | Décret no 6115   | 72     | Lieu historique                         |      | Image manquante Téléverser |
| Chacra de Perdriel | San Martín                     | | à géolocaliser                     | Décret no 120411 | 73     | Lieu historique                         |      | Image manquante Téléverser |
| Fuerte de San Miguel del Monte Gargano | San Miguel del Monte           | | à géolocaliser                     | Décret no 1790   | 74     | Lieu historique                         |      | Image manquante Téléverser |
| École nationale normale mixte | San Nicolás                    | Intersection des rues Sarmiento et Lavalle | à géolocaliser                     | Décret no 29     | 75     | Lieu historique                         |      | Image manquante Téléverser |
| Vuelta de Obligado, sobre el río Paraná | San Pedro                      | | à géolocaliser                     | Décret no 120411 | 76     | Lieu historique                         |      | Vuelta de Obligado, sobre el río Paraná |
| Terrain qui appartint à l'ancien président de la Nation, le général Juán Domingo Perón, et à madame son épouse María Eva Duarte de Perón | San Vicente                    | | à géolocaliser                     | Loi no 25712     | 77     | Lieu historique                         |      | Image manquante Téléverser |
| Salle où fut internée Eva Perón, dans l'hôpital interzonal General de Agudos "Pte. Perón" | Sarandí                        | Anatole France Nº 773 | à géolocaliser                     | Décret no 393    | 78     | Lieu historique                         |      | Image manquante Téléverser |
| Combat de Tapalque et Tapalque Viejo | Tapalque                       | | à géolocaliser                     | Décret no 30825  | 79     | Lieu historique                         |      | Image manquante Téléverser |
| Débarquement du capitaine de navire Jacques de Liniers | Tigre                          | | à géolocaliser                     | Décret no 1570   | 80     | Lieu historique                         |      | Image manquante Téléverser |
| Fortín Pavón | Tornsquist                     | | à géolocaliser                     | Décret no 1571   | 81     | Lieu historique                         |      | Image manquante Téléverser |
| Paso Pacheco (sur le fleuve Colorado) | Villarino                      | | à géolocaliser                     | Décret no 11146  | 82     | Lieu historique                         |      | Image manquante Téléverser |
| Batterie nº 4 de la base navale de Puerto Belgrano | Bahía Blanca                   | | à géolocaliser                     | Décret no 10525  | 83     | Monument historique                     |      | Image manquante Téléverser |
| Bibliothèque Bernardino Rivadavia | Bahía Blanca                   | Colón Nº 31 | à géolocaliser                     | Décret no 1592   | 84     | Monument historique                     |      | Image manquante Téléverser |
| Club Argentino | Bahía Blanca                   | Avenida Colón 67 | à géolocaliser                     | Décret no 12     | 85     | Monument historique                     |      | Image manquante Téléverser |
| Bâtiment des Postes et Télégraphes | Bahía Blanca                   | Vicente López y Moreno | à géolocaliser                     | Décret no 1110   | 86     | Monument historique                     |      | Image manquante Téléverser |
| Ex hotel de Inmigrantes | Bahía Blanca                   | Saavedra 951 esquina Ing. Luiggi | à géolocaliser                     | Décret no 1020   | 87     | Monument historique                     |      | Image manquante Téléverser |
| Ancien siège de la Banque de la province de Buenos Aires | Bahía Blanca                   | Alsina 45 | à géolocaliser                     | Décret no 1020   | 88     | Monument historique                     |      | Image manquante Téléverser |
| Palais Municipal | Bahía Blanca                   | Alsina 65 y Belgrano 54 | à géolocaliser                     | Décret no 1020   | 89     | Monument historique                     |      | Image manquante Téléverser |
| Usina General San Martín | Bahía Blanca - Ingeniero White | Ruta Nacional 252, acceso a Puertos | à géolocaliser                     | Loi no 25580     | 90     | Monument historique                     |      | Image manquante Téléverser |
| Quinta "Los Leones" | Banfield                       | Alvear Nº 920 | à géolocaliser                     | Décret no 1380   | 91     | Monument historique                     |      | Quinta "Los Leones" |
| Casco de la Estancia El Sol Argentino | Benito Juárez                  | à 20 km de la route provinciale 86 et à 30 km de la localité de Benito Juárez | à géolocaliser                     | Décret no 262    | 92     | Monument historique                     |      | Image manquante Téléverser |
| Quinta de Santa Coloma | Bernal                         | Gral. Roca 833 | à géolocaliser                     | Décret no 30838  | 93     | Monument historique                     |      | Image manquante Téléverser |
| Casco de la Estancia San Martín de Vicente Maisonres | Cañuelas                       | Situé au kilomètre 50,5 de la route provinciale nº 205 | à géolocaliser                     | Décret no 262    | 94     | Monument historique                     |      | Image manquante Téléverser |
| Estancia "La Caledonia" | Cañuelas                       | Dentro del límite del Cuartel 6°. Por Ruta 6, à 5 km de l'intersection avec la route provinciale n°205 | à géolocaliser                     | Décret no 2015   | 95     | Monument historique                     |      | Image manquante Téléverser |
| Ancienne demeure du citoyen fondateur Bernardo Bartuille - Maison de la Culture de la ville de Carmen de Patagones | Carmen de Patagones            | Mitre y Comodoro Rivadavia | à géolocaliser                     | Décret no 401    | 96     | Monument historique                     |      | Image manquante Téléverser |
| Maison d'Andrés García | Carmen de Patagones            | Mitre y Bynon | à géolocaliser                     | Décret no 401    | 97     | Monument historique                     |      | Image manquante Téléverser |
| Maison de Mitre - Rancho de Rial (c/ su cueva maragata anexa) | Carmen de Patagones            | Mitre S/N | à géolocaliser                     | Décret no 401    | 98     | Monument historique                     |      | Image manquante Téléverser |
| Maison historique "La Carlota" - Annexe du musée historique régional "Emma Nozzi" | Carmen de Patagones            | Mitre y Bynon | à géolocaliser                     | Décret no 401    | 99     | Monument historique                     |      | Image manquante Téléverser |
| [[Maison historique de la Banque de la province de Buenos Aires - siège du musée historique régional "Emma Nozzi" (c/ su cueva maragat anexa) (Ancienne maison de la Real Hacienda - capilla Vieja - ci-devant siège de la firme Aguirre y Murga et du collège salésien de Santa M]] | Carmen de Patagones            | José Juan Biedma 62/64 | à géolocaliser                     | Décret no 401    | 100    | Monument historique                     |      | Image manquante Téléverser |
| Maison qui appartint au cardinal Juan Cagliero - Annexe du musée historique régional "Emma Nozzi" de la Banque de la province de Buenos Aires | Carmen de Patagones            | José Juan Biedma 56/58 | à géolocaliser                     | Décret no 401    | 101    | Monument historique                     |      | Image manquante Téléverser |
| Église paroissiale Nuestra Señora del Carmen | Carmen de Patagones            | Comodoro Rivadavia 175 | à géolocaliser                     | Décret no 401    | 102    | Monument historique                     |      | Image manquante Téléverser |
| Tour de la Chapelle du Fort | Carmen de Patagones            | Calle Dr. Baraja, vereda este - Calle Olivera, vereda norte et Comodoro Rivadavia. | à géolocaliser                     | Décret no 120411 | 103    | Monument historique                     |      | Image manquante Téléverser |
| Casco de la Estancia La Rica | Chivilcoy                      | | à géolocaliser                     | Décret no 332    | 104    | Monument historique                     |      | Image manquante Téléverser |
| Palais municipal (Chivilcoy) | Chivilcoy                      | 25 de Mayo Nº 25 | à géolocaliser                     | Décret no 332    | 105    | Monument historique                     |      | Image manquante Téléverser |
| Templo Nuestra Sra. del Rosario - Parroisse de San Pedro Apóstol | Chivilcoy                      | 9 de Julio Nº 40 | à géolocaliser                     | Décret no 332    | 106    | Monument historique                     |      | Image manquante Téléverser |
| Pirámide de los Libres del Sur | Dolores                        | Plaza Castelli | à géolocaliser                     | Loi no 12621     | 107    | Monument historique                     |      | Image manquante Téléverser |
| Fort de Barragán | Ensenada                       | Av. Almirante Brown et Camino Regatas. En face de la baie de Barragán, à 200 m de la berge de la rivière Santiago et à 18 km de la ville de la Plata. Entre Arroyo Doña Flor et Arroyo del Gato.                                                                | à géolocaliser                     | Décret no 120411 | 108    | Monument historique                     |      | Image manquante Téléverser |
| Hangars nº 3 et 4 de l'aéroport "Ministro Pistarini" | Ezeiza                         | 32 km autoroute Ricchieri | à géolocaliser                     | Décret no 1536   | 109    | Monument historique                     |      | Image manquante Téléverser |
| Fortín Cuatreros | General Cerri                  | Dans les environs de la ville de Bahía Blanca, près de la route nationale n°3 | à géolocaliser                     | Décret no 14119  | 110    | Monument historique                     |      | Image manquante Téléverser |
| República de los Niños | Gonnet                         | | à géolocaliser                     | Loi no 25550     | 111    | Monument historique                     |      | Image manquante Téléverser |
| Casco de la Estancia Villanueva (Instituto Ntra. Señora de Fátima) | Ingeniero Maschwitz            | | à géolocaliser                     | Loi no 25376     | 112    | Monument historique                     |      | Image manquante Téléverser |
| Chacra de los Tapiales | La Matanza                     | Dentro del predio del Mercado Central, por Autopista Tte. Gral. Ricchieri. | à géolocaliser                     | Décret no 120411 | 113    | Monument historique                     |      | Image manquante Téléverser |
| Estancia del Virrey del Pino | La Matanza                     | Ruta Nac. 3, a la altura del km. 40 y Calle Máximo Herrera. | à géolocaliser                     | Décret no 120411 | 114    | Monument historique                     |      | Image manquante Téléverser |
| Maison du docteur Curutchet | La Plata                       | Avenida 53, entre 1 y 2 | à géolocaliser                     | 2335             | 115    | Monument historique                     |      | Maison du docteur Curutchet |
| Maison de Ricardo Balbín | La Plata                       | Calle 49 nº 844 | à géolocaliser                     | Décret no 2334   | 116    | Monument historique                     |      | Maison de Ricardo Balbín |
| Maison Mariani - Teruggi | La Plata                       | Calle 30 1134 entre 55 y 56 | à géolocaliser                     | Décret no 848    | 117    | Monument historique                     |      | Image manquante Téléverser |
| Maison où vécut Pedro B. Palaiss (Almafuerte) | La Plata                       | Av 66 nº 530/32 | à géolocaliser                     | Décret no 932    | 118    | Monument historique                     |      | Image manquante Téléverser |
| Edificio lindero Maison Curutchet (Av. 53 Nº 318) | La Plata                       | Av. 53 Nº 318 entre 2 y 54 | à géolocaliser                     | Décret no 890    | 119    | Monument historique                     |      | Image manquante Téléverser |
| Edificio lindero Maison Curutchet (Av. 53 Nº 324) | La Plata                       | Av. 53 Nº 324 entre 2 y 54 | à géolocaliser                     | Décret no 890    | 120    | Monument historique                     |      | Image manquante Téléverser |
| Musée des sciences naturelles | La Plata                       | Paseo del Bosque | à géolocaliser                     | Décret no 1110   | 121    | Monument historique                     |      | Image manquante Téléverser |
| Maison natale du président de la Nation Juan Domingo Perón | Lobos                          | Presidente Juan Domingo Perón 1380 | à géolocaliser                     | Loi no 25518     | 122    | Monument historique                     |      | Image manquante Téléverser |
| Club Social (antigua sede de la Sociedad Orfeón Lobense) | Lobos                          | Salgado s/n y Pte. Juan Domingo Perón | à géolocaliser                     | Décret no 1020   | 123    | Monument historique                     |      | Image manquante Téléverser |
| Église paroissiale de Nuestra Señora del Carmen | Lobos                          | Salgado esquina Presbítero Albertini (ex Arenalez) | à géolocaliser                     | Décret no 1020   | 124    | Monument historique                     |      | Image manquante Téléverser |
| Palais Municipal | Lobos                          | Salgado entre Presbítero Albertini y Pte. Juan Domingo Perón | à géolocaliser                     | Décret no 1020   | 125    | Monument historique                     |      | Image manquante Téléverser |
| Conjunto formado por la Église Cathédrale y Basílica de Nuestra Señora de la Paz, la sede Parroquial (ex Instituto "Presbítero Dr. Antonio Sáenz") y la Maison Parroquial | Lomas de Zamora                | Respectivamente: Sáenz s/n; Sáenz s/n esquina Hipólito Yrigoyen; Sáenz 438 | à géolocaliser                     | Décret no 1020   | 126    | Monument historique                     |      | Image manquante Téléverser |
| École N° 1 "Bartolomé Mitre" (ex École común N° 1) | Lomas de Zamora                | Sáenz 450 esquina Manuel Castro | à géolocaliser                     | Décret no 1020   | 127    | Monument historique                     |      | Image manquante Téléverser |
| Musée Americanista | Lomas de Zamora                | Manuel Castro Nº 252/254 | à géolocaliser                     | Décret no 216    | 128    | Monument historique                     |      | Image manquante Téléverser |
| Palais municipal | Lomas de Zamora                | Manuel Castro 220 | à géolocaliser                     | Décret no 1020   | 129    | Monument historique                     |      | Image manquante Téléverser |
| Sociedad de Educación y Biblioteca Popular "Antonio Mentruyt" | Lomas de Zamora                | Italia Nº 44 | à géolocaliser                     | Décret no 1592   | 130    | Monument historique                     |      | Image manquante Téléverser |
| Maison où María Eva Duarte de Perón passa une partie de son enfance | Los Toldos, General Viamonte   | Francia S/N | à géolocaliser                     | Loi no 25631     | 131    | Monument historique                     |      | Image manquante Téléverser |
| Basílica de Luján. Santuario del Arzobispado de Mercedes-Luján | Luján                          | 9 de Julio, B Mitre, Pdre. JM Salvaire y San Martín (Circ I, Secc A, Mzna 52) | à géolocaliser                     | Décret no 283    | 132    | Monument historique                     |      | Image manquante Téléverser |
| Cabildo de la ciudad de Lujan | Luján                          | Torrezuri 917 (y Lezica) | à géolocaliser                     | Décret no 120411 | 133    | Monument historique                     |      | Image manquante Téléverser |
| Maison de los Ameghino | Luján                          | Las Heras Nº 466 | à géolocaliser                     | Décret no 513    | 134    | Monument historique                     |      | Image manquante Téléverser |
| Maison de Pepa Galarza | Luján                          | Lezica de Torrezuri Nº 881 | à géolocaliser                     | Décret no 513    | 135    | Monument historique                     |      | Image manquante Téléverser |
| Maison du vice-roi Sobremonte | Luján                          | Lezica y Torrezuri 917 | à géolocaliser                     | Décret no 120411 | 136    | Monument historique                     |      | Image manquante Téléverser |
| Chapelle de Santa Cecilia | Mar del Plata                  | Calle Córdoba entre 3 de Febrero et 9 de Julio | à géolocaliser                     | Décret no 793    | 137    | Monument historique                     |      | Image manquante Téléverser |
| Chapelle del Instituto Saturnino Unzué | Mar del Plata                  | Jujuy 77 | à géolocaliser                     | Décret no 325    | 138    | Monument historique                     |      | Image manquante Téléverser |
| Instituto Saturnino Enrique Unzué | Mar del Plata                  | Jujuy N° 77 | à géolocaliser                     | Décret no 437    | 139    | Monument historique                     |      | Image manquante Téléverser |
| Église paroissiale Nuestra Señora de Fátima, Maison paroissiale et Théâtre de la Cova | Martínez - San Isidro          | Av. Del Libertador 13900 | à géolocaliser                     | Décret no 740    | 140    | Monument historique                     |      | Image manquante Téléverser |
| Cathédrale Basílica "Nuestra Señora de las Mercedes", su cripta y la Maison parroquial | Mercedes                       | Calle Nº 24, entre las calles Nºs. 27, 29 y 22 Nº 674 | à géolocaliser                     | Décret no 492    | 141    | Monument historique                     |      | Image manquante Téléverser |
| Maison d'Amancio Alcorta | Moreno                         | Goleta Palaiss 1992 | à géolocaliser                     | Décret no 8505   | 142    | Monument historique                     |      | Image manquante Téléverser |
| Maison de Caseros, en el Palomar | Morón                          | En terrenos del Colegio Militar de la Nación | à géolocaliser                     | Décret no 1868   | 143    | Monument historique                     |      | Image manquante Téléverser |
| Palomar de Caseros | Morón                          | | à géolocaliser                     | Décret no 120411 | 144    | Monument historique                     |      | Image manquante Téléverser |
| Reducto Fortificado en la Estación Experimental Agropecuaria INTA. "Fortín Pergamino" | Pergamino                      | Ruta a Salao, a 4 km. de Pergamino, en terrenos que ocupa la Estación Experimental Agropecuaria INTA | à géolocaliser                     | Décret no 6975   | 145    | Monument historique                     |      | Image manquante Téléverser |
| Église Nuestra Señora del Pilar | Pilar                          | Lorenzo López entre Rivadavia et Belgrano. | à géolocaliser                     | Loi no 24412     | 146    | Monument historique                     |      | Image manquante Téléverser |
| Maison de la Intendencia Municipal de San Antonio de Areco | San Antonio de Areco           | Lavalle 363, esquina Alsina | à géolocaliser                     | Décret no 1305   | 147    | Monument historique                     |      | Image manquante Téléverser |
| Casco de la Estancia "La Porteña" | San Antonio de Areco           | Circ. VI, Sección Rural Pol. E, Parcela 904 z | à géolocaliser                     | Décret no 1305   | 148    | Monument historique                     |      | Image manquante Téléverser |
| El Puente Viejo | San Antonio de Areco           | Sur la rivière Areco, continuación calle Moreno de la ciudad y el Camino Ricardo Güiraldes | à géolocaliser                     | Décret no 1305   | 149    | Monument historique                     |      | Image manquante Téléverser |
| Parque criollo Ricardo Güiraldes (Musée Gauchesco y la Pulpería "La Blanqueada") | San Antonio de Areco           | Circunscripción V, Sección Rural, Parcela 514f | à géolocaliser                     | Décret no 1305   | 150    | Monument historique                     |      | Image manquante Téléverser |
| Templo Parroquial de San Antonio de Padua | San Antonio de Areco           | Bartolomé Mitre 366, entre Alsina y Arellano | à géolocaliser                     | Décret no 1305   | 151    | Monument historique                     |      | Image manquante Téléverser |
| Maison du général Juan M. de Pueyrredón ("Quinta Pueyrredón") (siège du musée municipal Brigadier General Juan Martín de Pueyrredón) | San Isidro                     | Rivera Indarte 48 et Roque Saenz Peña | à géolocaliser                     | Décret no 104180 | 152    | Monument historique                     |      | Image manquante Téléverser |
| Quinta Los Ombúes | San Isidro                     | | à géolocaliser                     | Décret no 1284   | 153    | Monument historique                     |      | Image manquante Téléverser |
| Résidence de Victoria Ocampo connue sous le nom de Villa Ocampo | San Isidro                     | Elortondo 1811/37 | à géolocaliser                     | Décret no 437    | 154    | Monument historique                     |      | Image manquante Téléverser |
| Maison natale de José Hernández, Chacra Pueyrredón | San Martín                     | Carballo 5042 | à géolocaliser                     | Décret no 7105   | 155    | Monument historique                     |      | Image manquante Téléverser |
| Église y maison paroissiales San Miguel del Monte | San Miguel del Monte           | Hipólito Yrigoyen entre Bartolomé Mitre et Lenadro N. Alem, en face de la Plaza Alsina. | à géolocaliser                     | Décret no 5238   | 156    | Monument historique                     |      | Image manquante Téléverser |
| Maison de l'Acuerdo en San Nicolás de los Arroyos | San Nicolás                    | De la Nación 143 | à géolocaliser                     | Décret no 6080   | 157    | Monument historique                     |      | Image manquante Téléverser |
| La columna que encierra los restos del Cnel. de Marina Juan Bautista Azopardo | San Nicolás                    | | à géolocaliser                     | Décret no 27286  | 158    | Monument historique                     |      | Image manquante Téléverser |
| Église paroissiale Matriz Santísimo Sacramento | Tandil                         | Belgrano entre Fuerte Independencia et General Rodriguez | à géolocaliser                     | Loi no 25357     | 159    | Monument historique                     |      | Image manquante Téléverser |
| Almacén Faggionato | Tigre                          | calle 25 de Mayo, angle Colón | à géolocaliser                     | Décret no 2187   | 160    | Monument historique                     |      | Image manquante Téléverser |
| Maison de la famille Peró. "Villa Margarita" | Tigre                          | Liniers 1396 (y Sargento Díaz) | à géolocaliser                     | Décret no 2187   | 161    | Monument historique                     |      | Image manquante Téléverser |
| Maison rue Esmeralda 304 (ancienne douane de Tigre) | Tigre                          | Esmeralda 304 | à géolocaliser                     | Décret no 2187   | 162    | Monument historique                     |      | Image manquante Téléverser |
| Maison où vécut le lieut. général Ángel Pacheco | Tigre                          | Dans le Country Pacheco | à géolocaliser                     | Décret no 912    | 163    | Monument historique                     |      | Image manquante Téléverser |
| Musée naval | Tigre                          | Paseo Victorica Nº 602 | à géolocaliser                     | Décret no 2187   | 164    | Monument historique                     |      | Image manquante Téléverser |
| Tigre Club | Tigre                          | Paseo Victorica Nº 900 | à géolocaliser                     | Décret no 2187   | 165    | Monument historique                     |      | Image manquante Téléverser |
| Comandancia del Fuerte Argentino | Tornsquist                     | Cuartel V. A 19 km al oeste de Tornquist, sobre el camino que une las Rutas N°35 y N°33, a orillas del Arroyo Sauce Chico. | à géolocaliser                     | Décret no 1792   | 166    | Monument historique                     |      | Image manquante Téléverser |
| Comandancia del Coronel Villegas | Trenque Lauquen                | Avenida Villegas 555 | à géolocaliser                     | Décret no 4452   | 167    | Monument historique                     |      | Image manquante Téléverser |
| Maison du Pont | Mar del Plata                  | Calles Matheu, Funes, Saavedra et las vías del FFCC Gral. Roca | à géolocaliser                     | Décret no 262    | 168    | Monument historique artistique          |      | Image manquante Téléverser |
| Pirámide que guarda los restos del Tte.Cnel. Estanislao Heredia y de 20 soldados muertos en acción el 27/6/1872 en la Campaña del Desierto | 9 de Julio                     | Cimetière de 9 de Julio | à géolocaliser                     | Décret no 89     | 169    | Tombe                                   |      | Image manquante Téléverser |
| Domingo de Oro | Baradero                       | Cimetière de Baradero | à géolocaliser                     | Décret no 25403  | 170    | Tombe                                   |      | Image manquante Téléverser |
| Luis Piedrabuena | Carmen de Patagones            | Église paroissiale Nuestra Señora del Carmen | à géolocaliser                     | Décret no 5407   | 171    | Tombe                                   |      | Image manquante Téléverser |
| Caídos en la Batalla de Chascomús (Mausoleo) | Chascomús                      | | à géolocaliser                     | Loi no 12622     | 172    | Tombe                                   |      | Image manquante Téléverser |
| Florentino Ameghino | La Plata                       | Cimetière de La Plata | à géolocaliser                     | Décret no 2755   | 173    | Tombe                                   |      | Image manquante Téléverser |